# Ctenophora biguttata
Ctenophora biguttata är en tvåvingeart som beskrevs av Matsumura 1916. Ctenophora biguttata ingår i släktet Ctenophora och familjen storharkrankar. Inga underarter finns listade i Catalogue of Life.